# Camera obscura (film 1997)
Camera obscura è un cortometraggio del 1997 diretto da Stefano Arduino.
Candidato alla Palma d'oro per il miglior cortometraggio al Festival di Cannes 1997.

## Trama
Un prigioniero, accoglie il suo nuovo compagno di cella. Dopo tanto tempo può finalmente parlare con qualcuno. Purtroppo l'uomo non gli risponde. Le provocazioni e gli insulti sono del tutto inutili. Egli non vuole parlare e continua a scavare un buco nel muro.